# Ludwig Hoffmann von Rumerstein
Ludwig Hoffmann von Rumerstein (ur. 21 stycznia 1937 w Innsbrucku, zm. 13 grudnia 2022 tamże) – austriacki prawnik, Wielki Komandor Zakonu Maltańskiego (joannitów) w latach 1994–2004 oraz ponownie w latach 2014-2019, tymczasowy Namiestnik Zakonu Maltańskiego od 28 stycznia do 30 kwietnia 2017.

## Życiorys
W 1967 ukończył studia na Wydziale Prawa Leopold-Franzens-Universität Innsbruck, a następnie studiował filozofię na Papieskim Uniwersytecie Gregoriańskim w Rzymie. Po ukończeniu służby wojskowej, praktykował jako adwokat w Innsbrucku w latach 1970–2002.
Działalność w strukturach zakonu zaczynał jako wolontariusz, zakładając w 1968 jego oddział w Tyrolu. W 1970 wstąpił w szeregi zakonne. W latach 1971–1979 działał w jego strukturach wolontariackich w Innsbrucku, a w latach 1979–1986 pełnił funkcję członka zarządu Malteser Hospitaldienst Austria. W 1984 złożył śluby zakonne  i został członkiem Rady Suwerennej. W latach 1994–2004 zajmował stanowisko Wielkiego Komandora. 31 maja 2014 został wybrany po raz drugi na to stanowisko. Funkcję tę pełnił do 2019.
28 stycznia 2017 objął funkcję tymczasowego Namiestnika Zakonu Maltańskiego po rezygnacji z urzędu przez Wielkiego Mistrza Matthew Festinga i do czasu wyboru jego następcy przez Zgromadzenie Ogólne Zakonu.
Zmarł 16 grudnia 2022 w rodzinnym Innsbrucku w wieku 85 lat.

## Odznaczenia
M.in.:
- Krzyż Wielki I Kl. Odznaki Honorowej za Zasługi (1994, Austria)
- Krzyż Wielki II Kl. Odznaki Honorowej za Zasługi (1989, Austria)
- Odznaka Honorowa Tyrolska (2004, Austria)
- Krzyż Wielki Orderu Zasługi Republiki (1994, Włochy)
- Wielki Oficer Orderu Zasługi Republiki (1990, Włochy)
- Order Podwójnego Białego Krzyża II kl. (1998, Słowacja)
- Order Wielkiego Księcia Giedymina (1999, Litwa)
- Komandor z Gwiazdą Orderu Zasługi (2000, Malta)
- Krzyż Wielki Orderu Zasługi Republiki (2009, Węgry)
- Krzyż Wielki Orderu Gwiazdy (2016, Rumunia)
- Krzyż Wielki Orderu Piusa IX (Stolica Apostolska)
- Wielki Oficer Orderu Legii Honorowej (Francja)